# Juli Víndex
Gai Juli Víndex (en llatí Caius Julius Vindex) va ser un revolucionari gal, fill d'un senador romà però descendent d'una família reial de la Gàl·lia Aquitània.
Al final del regnat de Neró va ser nomenat propretor de la Gàl·lia Celta i va decidir revoltar-se per desfer-se del tirà al que tothom avorria. El mes de març, reunit amb els caps de les tribus de gals, i després de descriure els greuges i el caràcter opressiu del domini romà, va demanar la revolució. La seva crida va tenir una resposta positiva pels caps presents i per altres, i es va trobar al front d'un exèrcit formidable. No aspirava a l'Imperi, però va escriure a Galba, governador de la Hispània Tarraconense, per oferir-li el seu suport per assolir el tron. Galba no va agafar el títol d'emperador (es va titular legat del senat i el poble de Roma) però es va revoltar contra Neró.
Molts governadors provincials es van declarar a favor de Galba. Però Vergini Ruf, governador de la Germània Superior, al que les seves tropes van voler proclamar emperador, va refusar el títol i va negar el reconeixement a qualsevol proclamat emperador excepte si era designat pel senat romà. Va agafar el seu exèrcit i va anar contra Víndex, i va assetjar part de les seves forces a Vesontio (Besançon); Víndex va anar en ajut de la ciutat. Els dos generals van tenir una entrevista on sembla que es va arribar a algun tipus d'acord, però quan Víndex anava a entrar a Vesontio, el soldats romans, pensant que els anava a atacar, s'hi van enfrontar i les tropes de Víndex van ser massacrades. Víndex, creient que era un complot per destruir-lo, es va suïcidar.